# Kokkinóvrachos (Leonídio)
Kokkinóvrachos (grec moderne : Κοκκινόβραχος, « les roches rouges ») sont des falaises surplombant la ville de Leonídio en Cynourie-du-Sud dans la préfecture d'Arcadie en Grèce.

## Tourisme
Les falaises sont un site d'escalade réputé, comportant plus d'une dizaine de voies.

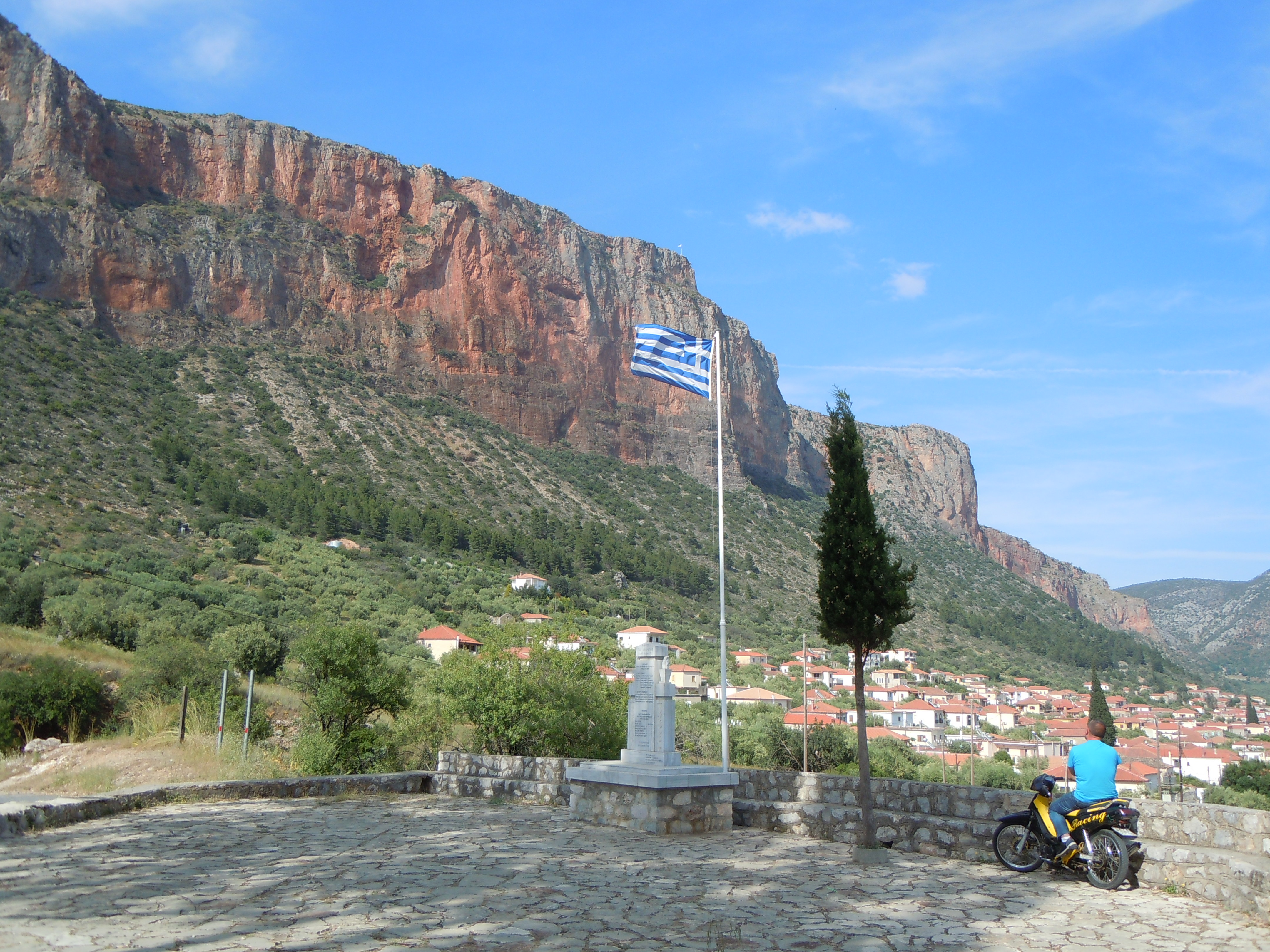
Vue des falaises de Kokkinóvrachos depuis Ágios Nektários.